# SV Sandhausen
Az SV 1916 Sandhausen e.V. egy német labdarúgóklub Sandhausenben. A klubot augusztus 1-jén alapították meg.

## Híres játékosok
Ismert labdarúgók, akik pályafutások során játszottak a Sandhausen felnőtt, vagy ifjúsági csapatában.
| - Christian Adam - Heiko Butscher - Matthias Dehoust - Régis Dorn - Stefan Emmerling - Hans-Dieter Flick - Thomas Gomminginger | - Knut Hahn - Daniel Ischdonat - Thorsten Kirschbaum - Cüneyt Kocabıçak - Frank Löning - Markus Löw - Hans-Peter Makan | - Stefan Kulovits - Nicolai Müller - Markus Münch - Carsten Nulle - Rainer Ohlhauser - Roberto Pinto - Oliver Risser | - Sreto Ristić - Erwin Rupp - Rainer Scharinger - Gerd Störzer - Rainer Zietsch - Julian Schauerte |

## Jelenlegi keret
2021. július 1 szerint
| #  |     | Poszt | Név                                        |
| -- | --- | ----- | ------------------------------------------ |
| 2  | RUS | V     | Alekszandr Zsirov                          |
| 3  | GER | V     | Diego Contento                             |
| 5  | GER | KP    | Janik Bachmann                             |
| 6  | GER | KP    | Denis Linsmayer                            |
| 9  | GER | CS    | Daniel Keita-Ruel                          |
| 10 | GER | CS    | Julius Biada                               |
| 13 | GER | K     | Rick Wulle                                 |
| 14 | GER | V     | Tim Kister                                 |
| 15 | GER | K     | Philipp Heerwagen                          |
| 16 | GER | CS    | Kevin Behrens                              |
| 17 | GER | KP    | Erik Zenga                                 |
| 18 | GER | V     | Dennis Diekmeier ()                        |
| 19 | DEN | KP    | Nikolas Nartey (kölcsönben a Stuttgarttól) |
| 20 | GER | KP    | Emanuel Taffertshofer                      |

| #  |     | Poszt | Név                 |
| -- | --- | ----- | ------------------- |
| 21 | VEN | KP    | Enrique Peña Zauner |
| 22 | GER | V     | Gerrit Nauber       |
| 23 | GER | V     | Nils Röseler        |
| 24 | GER | V     | Philipp Klingmann   |
| 25 | SEN | V     | Oumar Diakhité      |
| 26 | KOS | KP    | Besar Halimi        |
| 27 | GER | K     | Arne Sicker         |
| 29 | CRO | KP    | Ivan Paurević       |
| 30 | GER | V     | Sören Dieckmann     |
| 33 | GER | V     | Alexander Rossipal  |
| 35 | GER | CS    | Alexander Esswein   |
| 36 | ENG | V     | Chima Okoroji       |
| 40 | GER | K     | Benedikt Grawe      |
|    | GER | KP    | Robin Scheu         |

## Sikerei
| - Német amatőr labdarúgó-bajnokság - Champions: (2) 1978, 1993 - Runners-up: 1977 - 3. Liga (III) - Bajnok: 2012 - Oberliga Baden-Württemberg - Bajnok: (5) 1981, 1985, 1987, 1995, 2000 - Ezüstérmes: (3) 1993, 1999, 2002 - Amateurliga Nordbaden (III) - Bajnok: 1961 | - North Baden Kupa - Győztes: (12) 1977, 1978, 1981, 1982, 1983, 1985, 1986, 1995, 2006, 2007, 2010‡, 2011 - Döntős: (3) 1996, 2003, 2009‡ |

- ‡ Tartalék csapat győzelme.

## Korábbi vezetőedzők
Az alábbi lista a klub legutóbbi vezetőedzőit mutatja be:
| Menedzser                           | Kezdet               | Bejefezés            |
| Werner Habiger                      | 2000. július 1.      | 2000. november 8.    |
| Ralf Köhnlein                       | 2000. november 9.    | 2001. április 11.    |
| Hans-Jürgen Boysen                  | 2001. április 12.    | 2002. június 30.     |
| Willi Entenmann                     | 2002. július 1.      | 2002. október 17.    |
| Rainer Scharinger                   | 2002. október 18.    | 2003. szeptember 16. |
| Günter Sebert                       | 2003. szeptember 17. | 2005. szeptember 30. |
| Gerd Dais                           | 2005. október 1.     | 2010. február 23.    |
| Frank Leicht                        | 2010. február 25.    | 2010. szeptember 13. |
| Pavel Docsev                        | 2010. szeptember 13. | 2011. február 14.    |
| Gerd Dais                           | 2011. február 17.    | 2012. november 19.   |
| Hans-Jürgen Boysen                  | 2012. november 20.   | 2013. június 30.     |
| Alois Schwartz                      | 2013. június 1.      | 2016. június 30.     |
| Kenan Kocak                         | 2016. július 4.      | 2018. október 8.     |
| Uwe Koschinat                       | 2018. október 15.    | 2020. november 24.   |
| Michael Schiele                     | 2020. november 26.   | 2021. február 16.    |
| Stefan Kulovits/ Gerhard Kleppinger | 2021. február 16.    |                      |